# Manfred Schöneberg
Manfred Schöneberg (* 6. Juli 1946 in Leipzig) ist ein deutscher Schachspieler, Informatiker und Träger des Titels FIDE-Meister. Seine größten Erfolge waren der Gewinn der DDR-Einzelmeisterschaft 1972 und der dritte Platz mit der DDR-Mannschaft bei der Europäischen Mannschaftsmeisterschaft 1970. 

## Leben
Manfred Schöneberg wurde 1946 in Leipzig geboren und erlernte das Schachspiel mit sieben Jahren von seinem Vater. 1961 wurde er Pioniermeister der DDR, 1964 Jugendmeister vor Lutz Espig und 1966 Studentenmeister. Er lebt seit seiner Geburt in seiner Heimatstadt. Nach dem Abitur studierte er von 1965 bis 1970 Mathematik an der Universität Leipzig. Darüber hinaus absolvierte er von 1974 bis 1979 ein Fernstudium im Fach Informatik an der Ingenieurhochschule Dresden, das er als Diplom-Ingenieur abschloss. Ab 1970 arbeitete er als Informatiker, dabei die letzten zehn Jahre in der Verwaltung der Universität Leipzig. Er ist seit 1968 verheiratet und Vater von drei Kindern.

## Erfolge

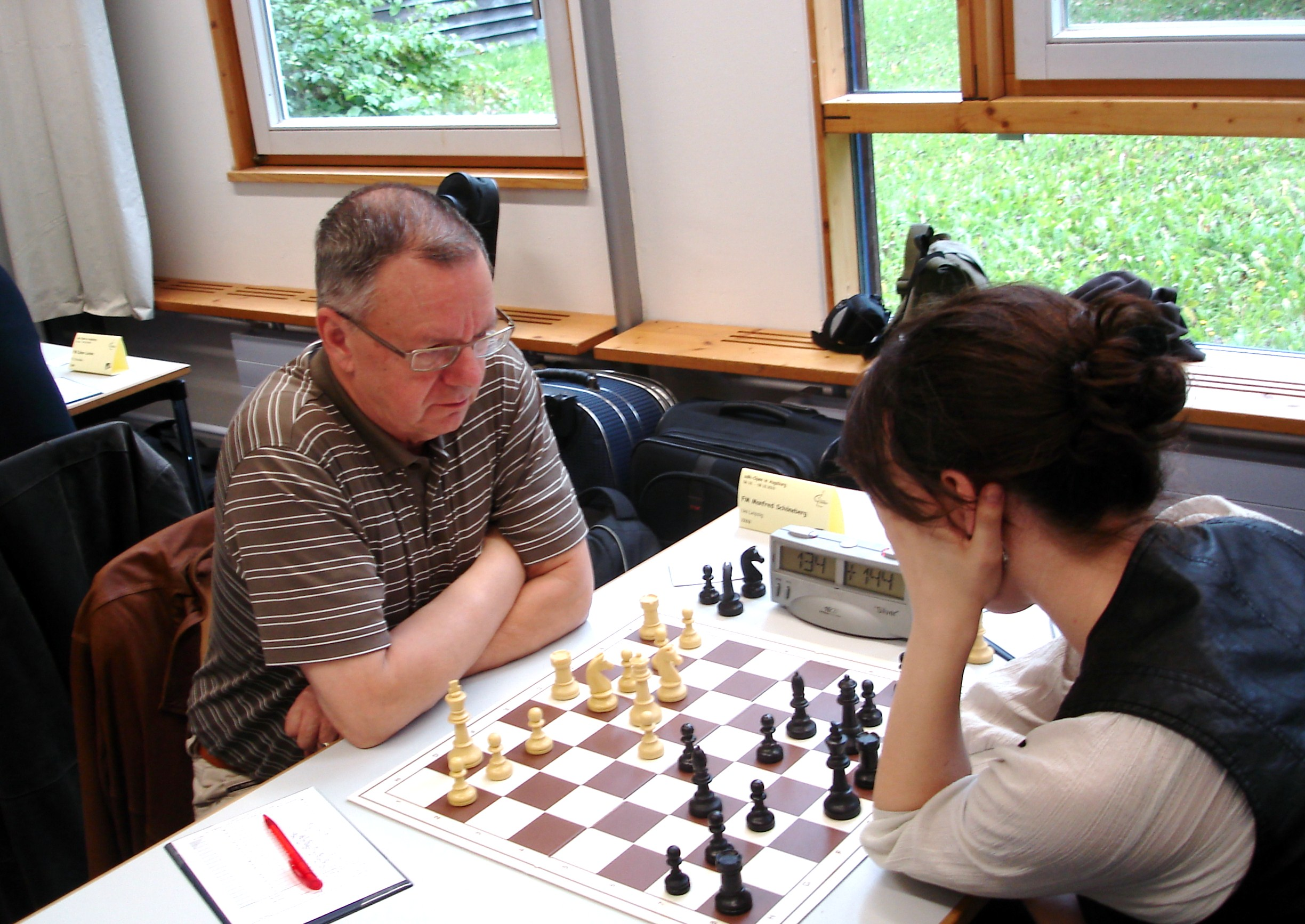
Manfred Schöneberg – Agata Sikorska (Politechnika Poznańska), Internationale Deutsche Hochschul-Mannschafts-Meisterschaft 2010 in Augsburg.

Manfred Schöneberg belegte bei der Junioren-Weltmeisterschaft 1965 in Barcelona punktgleich mit Robert Hübner den fünften bis siebten Platz. Er gewann 1972 in Görlitz die Einzelmeisterschaft der Deutschen Demokratischen Republik (DDR) vor Burkhard Malich, Rainer Knaak, weiteren Großmeistern und Lothar Zinn. 1969 und 1972 siegte er bei den DDR-Meisterschaften im Blitzschach.
Manfred Schöneberg spielte in den fünf Jahren von 1965 bis 1969 bei der Studenten-Mannschaftsweltmeisterschaft jeweils für die DDR. Mit der DDR-Mannschaft erreichte er 1970 bei der in Kapfenberg ausgetragenen Europäischen Mannschaftsmeisterschaft im Schach den dritten Platz. Zwei Jahre später bei der in Skopje stattfindenden 20. Schacholympiade errang er mit seiner Mannschaft den zehnten Rang. Darüber hinaus wurde er 1968, 1970 bis 1973, 1976, 1977, 1981 bis 1985 sowie 1989 mit der Schachgemeinschaft Leipzig (ab 1983 Baukombinat Leipzig) DDR-Mannschaftsmeister.
In der deutschen Schachbundesliga spielte er 1990/1991 für den SC 1868 Bamberg und 1991/1992 für den VdS Buna Halle.
Auch als Senior erzielte er Erfolge. So erreichte er beim LGA Premium Schach CUP 2010 in Nürnberg 4,5 Punkte aus sieben Partien und lag damit in der Endtabelle unter anderem vor den Großmeistern Lutz Espig, Raj Tischbierek, Jonny Hector und Jens-Uwe Maiwald. Bei der Senioren-Mannschafts-WM 2020 in Prag erreichte er mit der SG Leipzig in der Kategorie 65+ den dritten Platz, zusammen mit Dr. Friedbert Prüfer, Friedemann Brock und Günther Heinsohn.